# Probabilité au poker
Cette page se comprend mieux après la lecture de Poker.
On peut calculer la probabilité d'avoir chaque type de main de 5 cartes au poker.

## Bases de calcul et notations
Le calcul des probabilités des différentes mains possibles se fait essentiellement par des calculs de combinaisons. Rappelons qu'on note {\displaystyle \textstyle {n \choose p}} le nombre de combinaisons (sans répétitions) de {\displaystyle p} éléments pris dans un ensemble de {\displaystyle n} éléments. Pour plus de détails sur le calcul de ces nombres, voir la rubrique Combinaison (mathématiques).
Rappelons cependant que pour tout {\displaystyle n} entier, {\displaystyle \textstyle {{n \choose 1}={n \choose n-1}=n}}. En effet le nombre de choix possibles d'un élément parmi {\displaystyle n} est tout simplement ... égal à {\displaystyle n}. Et en choisir {\displaystyle (n-1)} revient à choisir celui qu'on écarte. Donc dans ce cas aussi il y a {\displaystyle n} possibilités.
Dans ce qui suit on notera {\displaystyle N} le nombre de valeurs. Le nombre total de cartes est donc {\displaystyle 4N}.
Et on notera {\displaystyle S} le nombre de suites admises.
- Pour un jeu de 52 cartes, on a {\displaystyle N=13} et en comptant les suites de A-2-3-4-5 (suite blanche) à 10-V-D-R-A (suite royale), on obtient {\displaystyle S=10}. Si la suite blanche n'est pas autorisée, on a seulement {\displaystyle S=9}.
- Pour un jeu de 32 cartes, on a {\displaystyle N=8} et les suites allant de 7-8-9-10-V à 10-V-D-R-A, on obtient {\displaystyle S=4}.

## Poker ouvert: meilleure main sur 7 cartes
Dans le Texas Hold'em ou le Stud à sept cartes, il s'agit de former la meilleure main de cinq cartes parmi sept.
| Main         | 52 cartes (quinte étendue) | 52 cartes (quinte étendue) | 32 cartes    | 32 cartes   |
| Main         | Combinaisons               | Probabilité                | Combinaisons | Probabilité |
| ------------ | -------------------------- | -------------------------- | ------------ | ----------- |
| Quinte flush | 41 584                     | 0,031 %                    | 5 304        | 0,158 %     |
| Carré        | 224 848                    | 0,168 %                    | 26 208       | 0,779 %     |
| Full         | 3 473 184                  | 2,596 %                    | 357 504      | 10,621 %    |
| Couleur      | 4 047 644                  | 3,025 %                    | 59 240       | 1,760 %     |
| Quinte       | 6 180 020                  | 4,619 %                    | 524 960      | 15,597 %    |
| Brelan       | 6 461 620                  | 4,830 %                    | 263 120      | 7,817 %     |
| Deux paires  | 31 433 400                 | 23,496 %                   | 1 421 280    | 42,226 %    |
| Paire        | 58 627 800                 | 43,823 %                   | 677 160      | 20,119 %    |
| Carte haute  | 23 294 460                 | 17,412 %                   | 31 080       | 0,923 %     |
| Total        | 133 784 560                | 100,0 %                    | 3 365 856    | 100,0 %     |

Détails du calcul : Soit N le nombre de valeurs (N=13 pour un jeu de 52 cartes, et N=8 pour un jeu de 32 cartes).

### Total
Il y a 4N cartes dans le paquet, il y a donc {\displaystyle \textstyle {4N \choose 7}} mains de 7 cartes possibles.

### Quinte flush royale
Une quinte flush royale est déterminée par la valeur de sa carte haute (c'est un As), par sa couleur (4 possibilités), et par les 2 cartes libres ({\displaystyle \textstyle {{4N-5} \choose 2}} possibilités).
Il y a donc {\displaystyle \textstyle {4{4N-5 \choose 2}}} mains de 7 cartes donnant une quinte flush royale.

### Quinte flush
Une quinte flush est déterminée par le nombre de suites possibles (S = 10 possibilités en comptant la suite blanche), par sa couleur (4 possibilités), et par les 2 cartes libres. La quinte flush royale étant une sous classe de la quinte flush.
Dans chaque couleur :
- {\displaystyle \textstyle {S-1}} quintes se terminent par une carte strictement inférieure à l'As, on ne peut les compléter que par une carte différente de la carte immédiatement supérieure à la plus haute. On choisit donc les deux autres cartes parmi 4N-6.
- {\displaystyle \textstyle {1}} quinte se termine par un As, on peut la compléter par toute autre carte du jeu. On choisit donc les deux autres cartes parmi 4N-5.

Il y a donc {\displaystyle \textstyle {4\left((S-1)*{4N-6 \choose 2}+{4N-5 \choose 2}\right)}} mains de 7 cartes donnant une quinte flush.

### Carré
Un carré est déterminé par la valeur du carré ({\displaystyle \textstyle {N}} valeurs possibles), et par les 3 cartes libres ({\displaystyle \textstyle {4N-4 \choose 3}} possibilités).
Les 3 cartes libres ne peuvent pas former de quinte flush, puisqu'il faudrait 2 cartes de plus, et que les 4 cartes restantes de la main ont même valeur.
Il y a donc {\displaystyle \textstyle {{N}{4N-4 \choose 3}}} mains de 7 cartes donnant un carré.

### Full
Il y a 3 façons de construire un full:
1. un brelan, une paire, et deux cartes libres différentes
2. deux brelans et une carte libre
3. un brelan et deux paires

Pour chacune de ces façons, la main est déterminée par :
1. le brelan ({\displaystyle \textstyle {4N}} possibilités), la paire ({\displaystyle \textstyle {6(N-1)}} possibilités), et les valeurs des deux cartes libres (leurs valeurs sont différentes, leurs couleurs libres, donc {\displaystyle \textstyle {4^{2}{N-2 \choose 2}}} possibilités).
2. les deux brelans ({\displaystyle \textstyle {4^{2}{N \choose 2}}} possibilités) et la carte libre ({\displaystyle \textstyle {4(N-2)}} possibilités).
3. le brelan ({\displaystyle \textstyle {4N}} possibilités) et les paires ({\displaystyle \textstyle {{N-1 \choose 2}6^{2}}} possibilités)

Aucune de ces combinaisons ne peut être un carré puisque l'on interdit aux paires d'avoir la même valeur, et aux cartes libres d'avoir la même valeur que les brelans ou les paires.
Aucune de ces combinaisons ne peut être une quinte flush, puisqu'il y a 4,3 et 3 valeurs différentes.
Il y a donc
{\displaystyle \textstyle {4*6*4^{2}N(N-1){N-2 \choose 2}+4^{3}{N \choose 2}(N-2)+4*6^{2}{N}{N-1 \choose 2}}}
ou encore :
{\displaystyle \textstyle {384N(N-1){N-2 \choose 2}+64{N \choose 2}(N-2)+144{N}{N-1 \choose 2}}}
soit finalement :
{\displaystyle \textstyle {(192N-472)N(N-1)(N-2)}}   mains de 7 cartes  donnant un full.

### Couleur
Il y a 3 façons d'obtenir une couleur :
1. 5 cartes de même couleur, 2 cartes libres de couleurs différente
2. 6 cartes de même couleur, 1 carte libre de couleur différente
3. 7 cartes de même couleur

Pour chacune de ces façons, la main est déterminée par:
1. les 5 cartes ({\displaystyle \textstyle {N \choose 5}} possibilités), leur couleur ({\displaystyle \textstyle {4}} possibilités) et les deux cartes libres ({\displaystyle \textstyle {3N \choose 2}} possibilités).
2. les 6 cartes ({\displaystyle \textstyle {N \choose 6}} possibilités), leur couleur ({\displaystyle \textstyle {4}} possibilités), la carte  libre ({\displaystyle \textstyle {3N}} possibilités).
3. les 7 cartes ({\displaystyle \textstyle {N \choose 7}} possibilités) et leur couleur ({\displaystyle \textstyle {4}} possibilités).

Les cartes libres éventuelles ne peuvent former ni full ni carré, puisqu'au mieux elles forment un brelan avec l'une des 5 cartes.
Parmi toutes les mains couleur obtenues on retrouve les quintes flush. Il faut donc décompter celles-ci.
Il y a donc {\displaystyle \textstyle {4\left({N \choose 5}{3N \choose 2}+3N{N \choose 6}+{N \choose 7}-\left({4N-5 \choose 2}+(S-1){4N-6 \choose 2}\right)\right)}} mains de 7 cartes donnant une couleur.

### Quinte
Il y a 4 façons d'obtenir une Quinte avec 7 cartes :

#### aucune paire, 7 valeurs différentes
La main est alors déterminée par la valeur de la quinte (S possibilités), la valeur des deux cartes libres ({\displaystyle \textstyle {N-5 \choose 2}} possibilités), et la couleur des 7 cartes ({\displaystyle \textstyle {4^{7}}} possibilités).
Cependant, si la quinte n'est pas à l'As, l'une des deux cartes libres peut l'améliorer, et ainsi on compte plusieurs fois la même main. Il suffit d'interdire les cartes juste au-dessus de la quinte, pour les 2 cartes libres. Il y a alors {\displaystyle \textstyle {N-6 \choose 2}} valeurs possibles pour les 2 cartes libres.
Cette main ne peut être ni un full ni un carré, puisque les valeurs sont toutes différentes. Elle peut être une couleur, éventuellement une quinte flush, si parmi les 7 couleurs 5 sont identiques, ce qui arrive dans {\displaystyle \textstyle {4\left(1+{7 \choose 6}3+{7 \choose 5}3^{2}\right)=4.(1+21+21.3^{2})=844}} combinaisons de couleurs. Il faut donc restreindre le nombre de combinaisons de couleurs à {\displaystyle \textstyle {4^{7}-844=15540}}.
En tout, {\displaystyle \textstyle {15540\left({N-5 \choose 2}+(S-1){N-6 \choose 2}\right)}}.

#### une paire, 6 valeurs différentes
la main est alors déterminée par la valeur de la quinte (S possibilités), la valeur de la carte libre, ({\displaystyle \textstyle {N-5}} possibilités), la valeur de la paire ({\displaystyle \textstyle {6}} possibilités), les couleurs des cartes de la paire ({\displaystyle \textstyle {{4 \choose 2}=6}} possibilités) et la couleur des cartes de la quinte ({\displaystyle \textstyle {4^{5}=1024}} possibilités).
Cependant, si la quinte n'est pas à l'As, la carte libre peut l'améliorer, et ainsi on compte plusieurs fois la même main. Il suffit d'interdire les cartes juste au-dessus de la quinte, pour la carte libre. Il n'y a donc plus que  {\displaystyle \textstyle {N-6}} valeurs possibles pour la carte libre.
Cette main ne peut être ni un full ni un carré, puisque hormis la paire, les valeurs sont toutes différentes. Elle peut être une couleur, éventuellement une quinte flush, si parmi les 7 couleurs 5 sont identiques.
Il y a 2 façons que ça arrive (une fois choisie les deux couleurs des cartes de la paire) :
- les 5 cartes qui ne font pas partie de la paire sont de la même couleur ({\displaystyle \textstyle {4}} possibilités)
- parmi les 5 cartes qui ne font pas partie de la paire, 4 ont la même couleur qu'une des 2 cartes de la paire ({\displaystyle \textstyle {{5 \choose 4}.2.3=5.2.3=30}} possibilités).

Ces deux nombres sont à soustraire du nombre de combinaisons de couleurs de la quinte. Soit 1024 -4-30=990.
En tout, il y a {\displaystyle \textstyle {36*990\left({(N-5)}+(S-1)(N-6)\right)}}
soit {\displaystyle \textstyle {35640\left({(N-5)}+(S-1)(N-6)\right)}} possibilités.

#### deux paires, 5 valeurs différentes
La main est alors déterminée par la valeur de la quinte (S possibilités), la valeur des paires ({\displaystyle \textstyle {{5 \choose 2}=10}} possibilités), les couleurs des cartes des deux paires ({\displaystyle \textstyle {{4 \choose 2}^{2}=6^{2}}} possibilités) et la couleur des trois cartes restantes de la quinte ({\displaystyle \textstyle {4^{3}=64}} possibilités).
Les deux cartes libres forment chacune une paire avec une carte de la quinte, elles ne peuvent donc pas l'améliorer.
Cette main ne peut être ni un full ni un carré, puisque hormis les deux paires, les valeurs sont différentes.
Elle peut être une couleur, éventuellement une quinte flush, si parmi les 7 cartes, 5 sont de même couleur. La couleur commune à ces 5 cartes est forcément celle de l'une des 2 cartes de chaque paire et celle des 3 cartes qui ne font pas partie d'une paire, puisque deux cartes d'une même paire ont des couleurs différentes. Une fois choisies les couleurs de la première paire, il y a alors parmi les 6 choix possibles des couleurs de la deuxième paire :
- un cas où la seconde paire a les deux couleurs restantes : pas possible on aurait 4 couleurs;
- un cas où la seconde paire a les mêmes couleurs que la première : 2 possibilités pour la couleur de la quinte ;
- 4 cas où les deux paires ont une unique couleur en commun : 1 seule possibilité pour la couleur de la quinte ;

Cela revient à enlever 0+2+4x1=6 possibilités parmi les 6x64 choix de couleurs de la seconde paire et de la quinte. Ou encore en moyenne 1 choix parmi les 64 choix de couleurs de la quinte. Il n'en reste donc plus que 63.
Il y a donc {\displaystyle \textstyle {63.10.36.S=22680.S}} possibilités.

#### un brelan, 5 valeurs différentes
La main est alors déterminée par la valeur de la quinte ({\displaystyle \textstyle {S}} possibilités), la valeur des cartes du brelan (5 possibilités), les couleurs des cartes du brelan ({\displaystyle \textstyle {{4 \choose 3}=4}} possibilités), et la couleur des quatre cartes restantes de la quinte ({\displaystyle \textstyle {4^{4}=256}} possibilités).
Les deux cartes "libres" formant en fait un brelan avec l'une des cartes de la quinte, elles ne peuvent pas l'améliorer.
Cette main ne peut être ni un full ni un carré, puisque hormis le brelan, les valeurs sont différentes.
Elle peut être une couleur, éventuellement une quinte flush, si parmi les 7 couleurs, 5 sont identiques. Ces 5 couleurs utilisent forcément une couleur du brelan, et les 4 cartes restantes de la quinte : 3 possibilités.
En tout, {\displaystyle \textstyle {S.5.4.\left(256-3\right)=5060.S}}

#### Au total
il y a donc
{\displaystyle \textstyle {{15540\left({N-5 \choose 2}+(S-1){N-6 \choose 2}\right)}+{35640\left({(N-5)}+(S-1)(N-6)\right)}+{22680.S}+{5060.S}}}
ou encore :
{\displaystyle \textstyle {{15540\left({N-5 \choose 2}+(S-1){N-6 \choose 2}\right)}+{35640\left({(N-5)}+(S-1)(N-6)\right)}+{27740.S}}}
mains de 7 cartes formant une quinte.
Ce qui donne pour un jeu de 52 cartes (N=13 et S=10) :
15 540.(28 + 9.21) + 35 640.(8 + 9.7) + 277 400 =
6 180 020

### Brelan
Un brelan est déterminé par les 5 valeurs (le brelan et les 4 cartes libres, {\displaystyle \textstyle {N \choose 5}} possibilités), la valeur du brelan parmi celles-ci ({\displaystyle \textstyle {5}} possibilités), les couleurs des cartes du brelan ({\displaystyle \textstyle {{4 \choose 3}=4}} possibilités), et par les quatre cartes libres.
Cette main devient une suite, si les 5 valeurs se suivent (S possibilités à exclure sur les {\displaystyle \textstyle {N \choose 5}}).
Pour que cette main ne soit ni un carré, ni un full, il faut que les valeurs des quatre cartes libres soient différentes deux à deux et différentes de la valeur du brelan ({\displaystyle \textstyle {N-1 \choose 4}} possibilités).
Par contre leurs couleurs sont libres ({\displaystyle \textstyle {4^{4}=256}} possibilités).
Cette main devient une couleur, si les 4 cartes libres ont la même couleur que l'une des cartes du brelan (3 possibilités à exclure sur les 256, ce qui ne donne plus que 253).
Il y a donc {\displaystyle \textstyle {20*253\left({N \choose 5}-S\right)}} mains de 7 cartes formant un brelan.
On peut également noter que certains brelans sont plus probables que d'autres. En effet le nombre de mains à éliminer (car elles sont en fait des suites) dépend de la valeur du brelan. Pour le brelan à l'As, par exemple il faut éliminer les suites à l'As et celles au 5 (celles qui contiennent un brelan). Tandis que pour le brelan au 10 il faut éliminer les suites à l'As, au Roi, à la Dame, au Valet et au dix (idem).

### Deux paires
Deux façons de faire deux paires avec 7 cartes :
1. 3 paires et 1 carte libre
2. 2 paires et 3 cartes libres

- Dans le premier cas la main est déterminée par :

la valeur des 3 paires ({\displaystyle \textstyle {N \choose 3}} possibilités), les couleurs des cartes de chaque paire ({\displaystyle \textstyle {{4 \choose 2}^{3}}} possibilités), la valeur de la carte libre ({\displaystyle \textstyle {N-3 \choose 1}} possibilités) et sa couleur.
Une telle main ne peut pas être un brelan, un full, ou un carré.
Elle ne peut pas être une suite puisqu'il n'y a que 4 valeurs différentes.
Elle ne peut pas être une couleur, puisque les 3 paires apportent au plus 3 cartes de même couleur, avec la carte libre il ne peut y avoir que 4 cartes de même couleur.
En tout, {\displaystyle \textstyle {{N \choose 3}{4 \choose 2}^{3}{N-3 \choose 1}4}}.
- Dans le deuxième cas la main est déterminée par :

les 5 valeurs ({\displaystyle \textstyle {N \choose 5}} possibilités), les valeurs des 2 paires parmi ces 5 valeurs ({\displaystyle \textstyle {5 \choose 2}} possibilités, les couleurs des cartes des deux paires ({\displaystyle \textstyle {{4 \choose 2}^{2}}} possibilités), et les couleurs des 3 cartes libres.
Une telle main ne peut pas être un brelan, un full, ou un carré.
Elle peut être une suite, si les 5 valeurs se suivent (S possibilités).
Elle peut être une couleur, si les deux paires ont au moins une couleur en commun et que les 3 cartes libres ont cette couleur:
- si les deux paires ont les mêmes couleurs (dans 1 cas sur les {\displaystyle \textstyle {4 \choose 2}} de la couleur de la seconde paire), 2 possibilités pour la couleur commune ;
- si les deux paires ont une unique couleur en commun (dans {\displaystyle \textstyle {{4 \choose 2}-2}} cas de la couleur de la seconde paire), 1 possibilité pour la couleur commune ;
Soit {\displaystyle \textstyle {{4 \choose 2}\left(4^{3}-1\right)}}
En tout, {\displaystyle \textstyle {\left({N \choose 5}-S\right){5 \choose 2}{4 \choose 2}^{2}\left(4^{3}-1\right)}}.
- Au total, {\displaystyle \textstyle {{N \choose 3}{4 \choose 2}^{3}{N-3 \choose 1}4+\left({N \choose 5}-S\right){5 \choose 2}{4 \choose 2}^{2}\left(4^{3}-1\right)}}.

### Paire
Une paire est définie par les 6 valeurs de la main ({\displaystyle \textstyle {N \choose 6}} possibilités), la valeur parmi ces 6 qui constitue la paire ({\displaystyle \textstyle {6 \choose 1}} possibilités), la couleur des 2 cartes de la paire ({\displaystyle \textstyle {4 \choose 2}} possibilités), et la couleur des 5 cartes libres.
Une telle main ne peut pas être deux paires, un brelan, un full ou un carré.
Elle peut être une suite, si parmi les 6 valeurs, au moins 5 se suivent. ({\displaystyle \textstyle {{N-5 \choose 1}+(S-1){N-6 \choose 1}}}
Elle peut être une couleur, deux cas possibles :
- les 5 cartes libres ont la même couleur (4 possibilités)
- Parmi les 5 cartes libres, 4 ont la même couleur qu'une des cartes de la paire, la couleur de la cinquième carte étant libre ({\displaystyle \textstyle {{2 \choose 1}3{5 \choose 4}}} possibilités)

Au total, {\displaystyle \textstyle {\left({N \choose 6}-\left({N-5 \choose 1}+(S-1){N-6 \choose 1}\right)\right){6 \choose 1}{4 \choose 2}\left(4^{5}-\left(4+{2 \choose 1}{5 \choose 4}3\right)\right)}}

### Carte haute
Dans une main « Carte Haute » ("High Card" en anglais), chaque carte a une valeur différente.
Il faut donc tirer 7 valeurs parmi N: {\displaystyle \textstyle {N \choose 7}}
Cependant, parmi ces combinaisons, il y en a {\displaystyle \textstyle {{N-5 \choose 2}+(S-1){N-6 \choose 2}}} qui forment des suites, qu'il ne faut pas compter.
De plus, chacune de ces 7 cartes peut avoir n'importe quelle couleur, à
condition qu'il n'y en ait pas au moins 5 qui ont la même couleur c'est-à-dire d'éviter que :
- les 7 cartes aient toutes la même couleur (4 possibilités)
- Parmi les 7 cartes, 6 exactement aient la même couleur ({\displaystyle \textstyle {4{7 \choose 6}3}} possibilités)
- Parmi les 7 cartes, 5 exactement aient la même couleur ({\displaystyle \textstyle {4{7 \choose 5}3^{2}}} possibilités)

Il y a donc {\displaystyle \textstyle {4^{7}-4\left(1+3{7 \choose 6}+3^{2}{7 \choose 5}\right)}} combinaisons de couleur.
Au total, il y a {\displaystyle \textstyle {\left({N \choose 7}-\left({N-5 \choose 2}+(S-1){N-6 \choose 2}\right)\right)\left(4^{7}-4\left(1+3{7 \choose 6}+3^{2}{7 \choose 5}\right)\right)}} combinaisons.

## Poker fermé: mains de base
Chaque joueur reçoit systématiquement cinq cartes. Elles sont toutes privées et fermées.
Le nombre total de combinaisons de 5 cartes parmi les 4N du jeu est {\displaystyle \textstyle {4N \choose 5}}.

### Tableau des probabilités de chaque main
Ce premier tableau présente les probabilités de chaque main, pour des jeux de 52 et 32 cartes.
Pour le jeu de 52 cartes, les calculs incluent les «quintes étendues», c'est-à-dire que la combinaison A-2-3-4-5 (quinte blanche) est considérée comme une quinte. Donc S=10 comme indiqué ci-dessus.
Conformément à l'usage, les mains de ce tableau s'excluent mutuellement :
- les quintes flush ne comptabilisent que les quintes flush non royales,
- les couleurs sont celles qui ne sont pas des quintes,
- les quintes sont celles qui ne sont ni flush ni flush royales,
- etc.

| Main                | Formule                                                       | 52 cartes (N=13 et S=10) | 52 cartes (N=13 et S=10) | 32 cartes (N=8 et S=4) | 32 cartes (N=8 et S=4) |
| Main                | Combinaisons                                                  | Combinaisons             | Probabilité              | Combinaisons           | Probabilité            |
| ------------------- | ------------------------------------------------------------- | ------------------------ | ------------------------ | ---------------------- | ---------------------- |
| Quinte flush royale | 4                                                             | 4                        | 0,000154 %               | 4                      | 0,00199 % (1/50344)    |
| Quinte flush        | 4(S-1)                                                        | 36                       | 0,00139 %                | 12                     | 0,0060 % (1/16781)     |
| Carré               | 4N(N-1)                                                       | 624                      | 0,024 %                  | 224                    | 0,111 % (1/899)        |
| Full                | 24N(N-1)                                                      | 3 744                    | 0,144 %                  | 1 344                  | 0,667 % (6/899)        |
| Couleur (ou Flush)  | {\displaystyle \textstyle {4\left({N \choose 5}-S\right)}}    | 5 108                    | 0,197 %                  | 208                    | 0,103 %                |
| Quinte              | 1020 S                                                        | 10 200                   | 0,392 %                  | 4 080                  | 2,026 %                |
| Brelan              | 32 N(N-1)(N-2)                                                | 54 912                   | 2,113 %                  | 10 752                 | 5,339 %                |
| Deux paires         | 72 N(N-1)(N-2)                                                | 123 552                  | 4,754 %                  | 24 192                 | 12,013 %               |
| Paire               | 64 N(N-1)(N-2)(N-3)                                           | 1 098 240                | 42,257 %                 | 107 520                | 53,393 %               |
| Carte haute         | {\displaystyle \textstyle {1020\left({N \choose 5}-S\right)}} | 1 302 540                | 50,118 %                 | 53 040                 | 26,339 %               |
| Total               | {\displaystyle \textstyle {4N \choose 5}}                     | 2 598 960                | 100 %                    | 201 376                | 100 %                  |

Remarques :
- Avec un jeu de 32 cartes l'ordre des probabilités des mains ne correspond pas à l'ordre de leurs forces : la couleur est plus rare que le carré, et la carte haute plus rare qu'une paire.
- Les mains « servies » au-dessus du brelan sont extrêmement rares : moins de 1 % des mains à 52 cartes, et moins de 3 % à 32 cartes.

### Tableau des probabilités d'avoir une main supérieure
En pratique, la plus grande majorité des jeux se joue dans la zone basse: 1 carte, paire, tirage jouable, double paire ou brelan. Ce sont ces mains qu'il faut étudier pour discuter des risques d'ouvertures et des niveaux de relance.
Parmi les mains « carte haute », on dit qu'il y a tirage dans les cas particuliers où on a besoin d'échanger (tirer) une seule carte pour former une couleur (tirage couleur) ou une quinte (tirage quinte).
Le tirage est considéré comme supérieur à la paire. Cela signifie que globalement, après échange d'une carte, la main obtenue est plus souvent meilleure que celle que l'on obtient par l'amélioration d'une paire.
Si on distingue les types de tirages, le tirage couleur est alors un peu faible, et pourrait être rétrogradé dans le tableau qui suit.
Dans ce tableau, les probabilités sont indépendantes du nombre de joueurs. En outre, les quintes blanches ne sont pas prises en compte (mais c'est sans incidence notable sur les chiffres).
| Main         | Nombre de cartes du talon | Nombre de cartes du talon | Nombre de cartes du talon | Nombre de cartes du talon | Nombre de cartes du talon |
| Main         | 52                        | 48                        | 44                        | 40                        | 32                        |
| ------------ | ------------------------- | ------------------------- | ------------------------- | ------------------------- | ------------------------- |
| Brelan       | 0,7 %                     | 0,9 %                     | 1,1 %                     | 1,5 %                     | 2,9 %                     |
| Double paire | 2,8 %                     | 3,3 %                     | 4,1 %                     | 5,1 %                     | 8,8 %                     |
| Tirage       | 7,5 %                     | 8,9 %                     | 10,7 %                    | 13,0 %                    | 20,8 %                    |
| Paire As     | 14,4 %                    | 16,1 %                    | 18,4 %                    | 21,5 %                    | 30,9 %                    |
| Paire Roi    | 17,5 %                    | 19,6 %                    | 22,4 %                    | 26,0 %                    | 36,8 %                    |
| Paire Dame   | 20,5 %                    | 23,1 %                    | 26,4 %                    | 30,5 %                    | 42,7 %                    |
| Paire Valet  | 23,6 %                    | 26,6 %                    | 30,3 %                    | 35,0 %                    | 48,6 %                    |
| Paire 10     | 26,7 %                    | 30,1 %                    | 34,3 %                    | 39,5 %                    | 54,5 %                    |
| Paire 9      | 29,8 %                    | 33,6 %                    | 38,2 %                    | 44,0 %                    | 60,4 %                    |
| Paire 8      | 32,8 %                    | 37,0 %                    | 42,2 %                    | 48,6 %                    | 66,3 %                    |
| Paire 7      | 35,9 %                    | 40,5 %                    | 46,1 %                    | 53,1 %                    | 72,2 %                    |
| Paire 6      | 39,0 %                    | 44,0 %                    | 50,1 %                    | 57,6 %                    |                           |
| Paire 5      | 42,1 %                    | 47,5 %                    | 54,1 %                    | 62,1 %                    |                           |
| Paire 4      | 45,2 %                    | 51,0 %                    | 58,0 %                    |                           |                           |
| Paire 3      | 48,2 %                    | 54,4 %                    |                           |                           |                           |
| Paire 2      | 51,3 %                    |                           |                           |                           |                           |

Le tableau permet de répondre à des questions du type :
J'ai une paire de roi servie, nous jouons à quatre à 32 cartes, quelle est la probabilité que ma main soit la meilleure? 

Voici les étapes de calcul pour y répondre:
- La probabilité pour un joueur d'avoir au moins une paire de rois est : 36,8 %. C'est la probabilité d'avoir mieux qu'un paire de reines. Il a donc 63,2 % de chances d'avoir strictement moins qu'une paire de rois.
- Pour que la paire de rois soit la plus forte, il faut que le 1er adversaire ait moins ET que le 2e ait moins ET que le 3e ait moins.

La probabilité de cet événement est le produit : 63,2 % x 63,2 % x 63,2 % = 25,24 %
- Notre paire de rois a donc 25,24 % de chances de battre les trois autres joueurs.

### Détails des calculs pour le premier tableau

#### Total
Il y a 4N cartes dans le paquet, il y a donc {\displaystyle \textstyle {4N \choose 5}} mains de 5 cartes possibles.

#### Quinte flush
Une quinte flush est déterminée par la valeur de sa carte haute ({\displaystyle \textstyle {S}} possibilités), et par sa couleur (4 possibilités). Le nombre de quintes obtenues est le produit de ces deux valeurs. Nombre duquel il faut retirer les 4 quintes flush royales.
Il y a donc {\displaystyle 4(S-1)} quintes flush.

#### Carré
Un carré est déterminé par la valeur du carré ({\displaystyle N} valeurs possibles), et par la carte libre  ({\displaystyle 4(N-1)} possibilités).
La seule combinaison au-dessus du carré est la quinte flush (éventuellement royale), et un carré ne peut pas être aussi une quinte flush, quelle que soit la carte libre, puisque les 4 cartes du carré ont des couleurs différentes
Il y a donc {\displaystyle 4N(N-1)} carrés possibles.

#### Full
Un full est déterminé par la valeur du brelan ({\displaystyle \textstyle {N}} valeurs possibles), les couleurs des 3 cartes qui composent le brelan ({\displaystyle \textstyle {{4 \choose 3}=4}} combinaisons de couleurs possibles), la valeur de la paire ({\displaystyle \textstyle {N-1}} valeurs possibles) et les couleurs des 2 cartes qui la composent ({\displaystyle \textstyle {{4 \choose 2}=6}} combinaisons de couleurs possibles)..
Un full ne peut être ni un carré (puisqu'il n'y a pas de carte libre), ni une quinte flush (puisque les 3 cartes du brelan ont des couleurs différentes).
Il y a donc {\displaystyle \textstyle {24N(N-1)}} fulls possibles.
On remarque qu'il y a 6 fois plus de fulls que de carrés.

#### Couleur
Dans cette section, le mot "couleur" en italiques désigne la main "couleur" ou "flush", tandis que le mot "couleur" (sans italiques) correspond au sens usuel des quatre couleurs (trèfle, carreau, cœur ou pique) d'un jeu de cartes.
Une couleur contient 5 cartes de valeurs différentes parmi N, chaque carte doit être de la même couleur. Ce qui donne {\displaystyle \textstyle {N \choose 5}} possibilités (1287 pour 52 cartes et 56 pour 32 cartes).
Ce nombre est à multiplier par {\displaystyle \textstyle {4}} puisqu'il y a 4 couleurs possibles
Une couleur ne peut être ni un carré, ni un full, puisque les 5 cartes ont forcément des valeurs différentes. 
Par contre une couleur peut être une quinte flush, il faut donc soustraire les {\displaystyle \textstyle {4S}} quintes flush possibles.
Il y a donc {\displaystyle \textstyle {4\left({N \choose 5}-S\right)}} couleurs .
Correction : La quinte flush 5/4/3/2/as ne doit pas être soustraite → 5112

#### Quinte
Une quinte est déterminée par la valeur de sa carte haute ({\displaystyle \textstyle {S}} possibilités), et par les couleurs des 5 cartes qui la composent ({\displaystyle \textstyle {4^{5}=1024}} possibilités).
Il y a donc {\displaystyle \textstyle {1024S}} quintes (au sens large).
Une quinte ne risque pas d'être un full ou un carré, puisque les 5 cartes ont forcément des valeurs différentes.
Mais elle peut être une quinte flush. Il faut donc exclure ce cas, c'est-à-dire soustraire {\displaystyle \textstyle {4}} du nombre{\displaystyle \textstyle {1024}} précédent.
Il y a donc {\displaystyle \textstyle {1020S}} quintes possibles.

#### Brelan
Un brelan est déterminé par la valeur de la carte du brelan ({\displaystyle \textstyle {N}} possibilités), par les couleurs des cartes du brelan ({\displaystyle \textstyle {{4 \choose 3}=4}} possibilités), et par les 2 cartes libres.
Pour que la main ne soit ni un carré, ni un full, il faut que les valeurs des deux cartes libres soient différentes l'une de l'autre et différentes de la valeur du brelan ({\displaystyle \textstyle {{N-1 \choose 2}=(N-1)(N-2)/2}} possibilités).
Par contre leur couleur est libre. ({\displaystyle \textstyle {4^{2}=16}} possibilités).
La main ne peut être une suite, puisque les valeurs des 3 cartes qui forment le brelan devraient être identiques, ni une couleur (ni une quinte flush), puisque les couleurs des 3 cartes du brelan devraient être différentes.
Il y a donc {\displaystyle \textstyle {32N(N-1)(N-2)}} brelans possibles.

#### Deux Paires
Deux paires sont déterminées par les valeurs des deux paires ({\displaystyle \textstyle {{N \choose 2}=N(N-1)/2}} possibilités), les couleurs des deux cartes de chaque paire ({\displaystyle \textstyle {{4 \choose 2}=6}} possibilités pour chacune, soit {\displaystyle \textstyle {6^{2}=36}}).
Deux paires ne peuvent être ni une suite, ni une couleur, ni une quinte flush puisque les valeurs des cartes devraient être différentes. Deux paires ne peuvent pas non plus être un carré, puisque la carte libre fait au mieux un full. Pour ne pas faire de brelan/full, il faut que la carte libre ait une valeur différente de chacune des deux paires (N-2 possibilités). Sa couleur est libre (4 possibilités).
Il y a donc {\displaystyle \textstyle {72N(N-1)(N-2)}} doubles paires possibles.
On remarquera que ce nombre correspond aux 9/4 du nombre de brelan.

#### Au moins une paire (paire, brelan, carré, full ou double paire)
Le nombre de mains ne contenant pas de paire s'obtient en choisissant 5 valeurs parmi les N possibles : {\displaystyle \textstyle {N \choose 5}} et pour chaque carte, sa couleur {\displaystyle \textstyle {4^{5}}}, soit {\displaystyle \textstyle {{N \choose 5}4^{5}}}.
Nous devons soustraire ce nombre du nombre total {\displaystyle \textstyle {4N \choose 5}} de mains.
Il y a donc {\displaystyle \textstyle {{4N \choose 5}-{N \choose 5}4^{5}}} mains contenant au moins une paire.

#### Une Paire
Une paire est déterminée par sa valeur ({\displaystyle \textstyle {N}} possibilités), et par la couleur de ses cartes ({\displaystyle \textstyle {{4 \choose 2}=6}} possibilités).
Une paire ne peut être ni une suite, ni une couleur, ni une quinte flush puisque les valeurs des cartes devraient être différentes. Pour que la paire ne forme ni deux paires, ni un brelan, ni un full, ni un carré, il faut que les valeurs des 3 cartes libres soient différentes entre elles et différentes de la valeur de la paire ({\displaystyle \textstyle {{(N-1) \choose 3}=(N-1)(N-2)(N-3)/6}} possibilités). Leurs couleurs sont libres ({\displaystyle \textstyle {4^{3}=64}} possibilités).
Il y a donc {\displaystyle \textstyle {64{N}(N-1)(N-2)(N-3)}} simples paires possibles.
Ce qui correspond pour un jeu de 52 cartes à 20 fois le nombre de brelans (et 10 fois pour un jeu de 32).

#### Carte haute
Dans une main « Carte Haute », chaque carte a une valeur différente. Il faut donc tirer 5 valeurs parmi N. Cependant, parmi ces combinaisons, il y en a S qui forment des suites, qu'il ne faut pas compter.
De plus, chacune de ces 5 cartes peut avoir n'importe quelle couleur, à condition que les 5 cartes n'aient pas la même couleur. Il y a donc {\displaystyle \textstyle {4^{5}-4=1020}} combinaisons de couleur.
Il y a donc {\displaystyle \textstyle {1020\left({N \choose 5}-S\right)}} combinaisons carte haute possibles.
Ce qui fait 255 fois le nombre de mains couleur.

## Poker fermé: amélioration d'une main
Quinte flush, carré, full, couleur et quinte sont peu (ou pas) améliorables.
On s'intéresse donc en particulier aux probabilités d'amélioration avec une main initiale de type carte haute, paire, brelan ou double paire. Et plus particulièrement, les mains de type tirage (voir section précédente).
Dans ce qui suit nous nous placerons dans le cas d'un jeu de 52 cartes (N = 13, S=10).

### tirage couleur
On a un tirage couleur lorsqu’il ne manque qu’une carte pour obtenir une couleur. Cela signifie que votre main est composée de quatre cartes de même couleur et que la cinquième est d'une couleur différente. En changeant cette dernière carte, vous disposez de 9 cartes possibles (13-4) pour compléter votre couleur.  Puisque vous tirez cette carte parmi les 47 cartes restantes (en réalité certaines sont déjà dans les mains de vos adversaires, mais vous ne les connaissez pas), la probabilité de réussir le tirage est de :
{\displaystyle 9/47=19,1\%}

### tirage quinte
On a un tirage quinte lorsqu’il ne manque qu’une carte pour obtenir une quinte. On peut alors distinguer 3 types de tirages quinte :

#### Tirage Quinte Bilatéral ("Open-Ended")
Vous avez quatre cartes se suivant et telles qu'il existe une valeur permettant  de compléter la quinte sur chacune des deux extrémités. Par exemple vous avez 7; 8 ; 9; 10. Vous pouvez compléter à gauche par un 6 ou à droite par un valet. Il y a donc 8 cartes possibles pour le faire. Et la probabilité de réussir est donc :
{\displaystyle 8/47=17,0\%}

#### Tirage quinte ventral ou monolatéral (''Gutshot'')
- La carte manquante se trouve à l'intérieur de la quinte. Par exemple vous avez 7; 9 ; 10; V. Vous pouvez compléter seulement en tirant un 8.
- La carte manquante se trouve à l'une des extrémités (mais l'autre n'est pas utilisable). Par exemple vous avez V; D; R; As. Vous pouvez compléter seulement en tirant un 10.

Dans ces deux cas, il n' y a plus que 4 cartes possibles pour compléter. Et la probabilité de réussir est donc la moitié de la précédente :
{\displaystyle 4/47=8,5\%}